# Millerville (Minnesota)
Millerville – miasto w Stanach Zjednoczonych, w stanie Minnesota, w hrabstwie Douglas.